# 고원증
고원증(高元增, 1921년 3월 15일 ~ 2006년 5월 7일)는 대한민국의 군인 및 법조인이다. 1961년 제13대 법무부 장관을 역임하였다. 5·16장학회 상임이사와 문화방송 사장을 지낸 바 있다.

## 출신 학교
- 신의주상업고등학교
- 경성법학전문학교

## 약력
- 1954년 : 육군본부 법무차감
- 1959년 : 육군 준장
- 1960년 : 국방부 법제위원장
- 1961년 : 법무부 장관
- 1962년 : 5ㆍ16재단 상임이사
- 1962년 : 문화방송 사장
- 1964년 : 대한소년단 이사
- 1975년 : 대한합동법률사무소 대표변호사
- 1986년 : 민족사상연구모임 「한모임」 회장
- 1989년 : 새시대使命者연합회 회장
- 1991년 : 세종대재단 이사장
- 1997년 : 세종대재단 이사